# Armée fédérale autrichienne

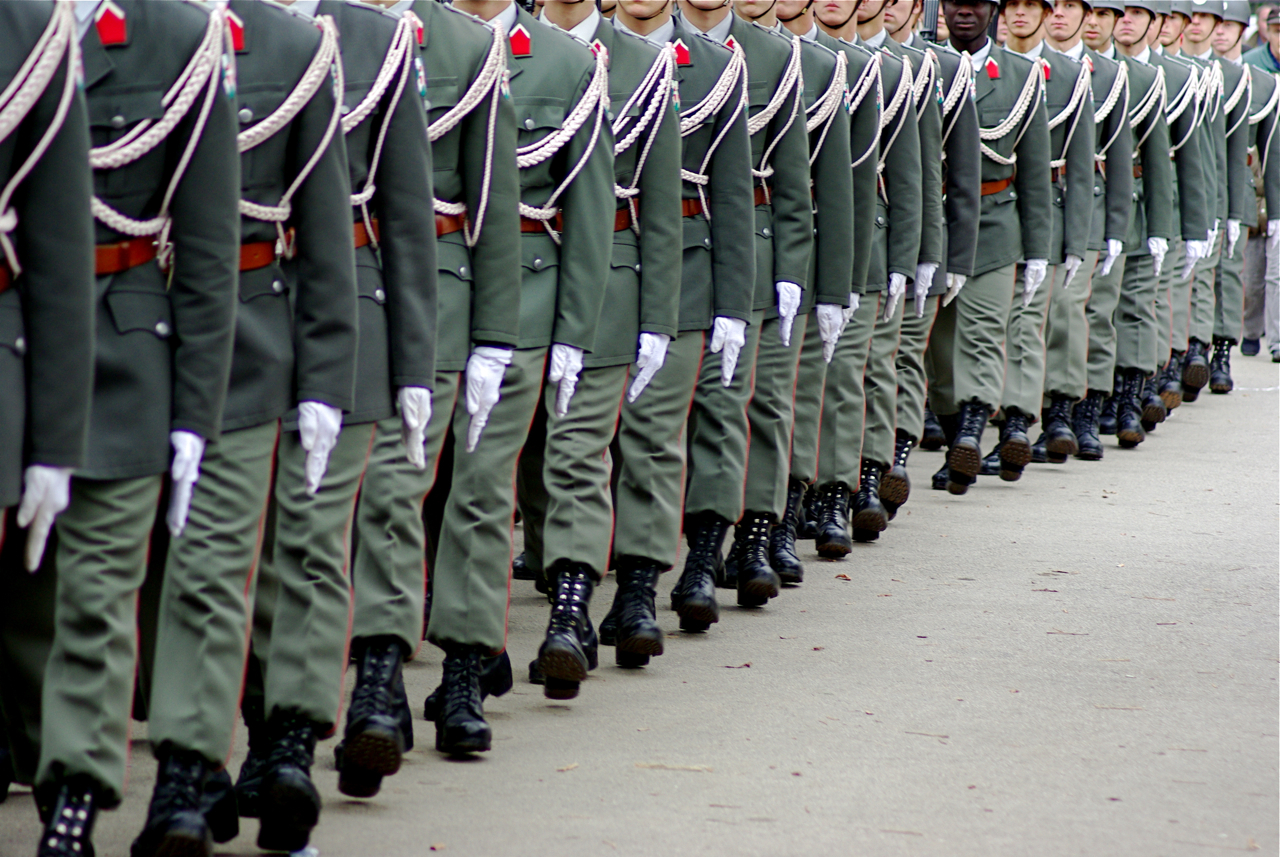
La garde de la Bundesheer au pas lors des cérémonies de la fête nationale le 26 octobre 2008

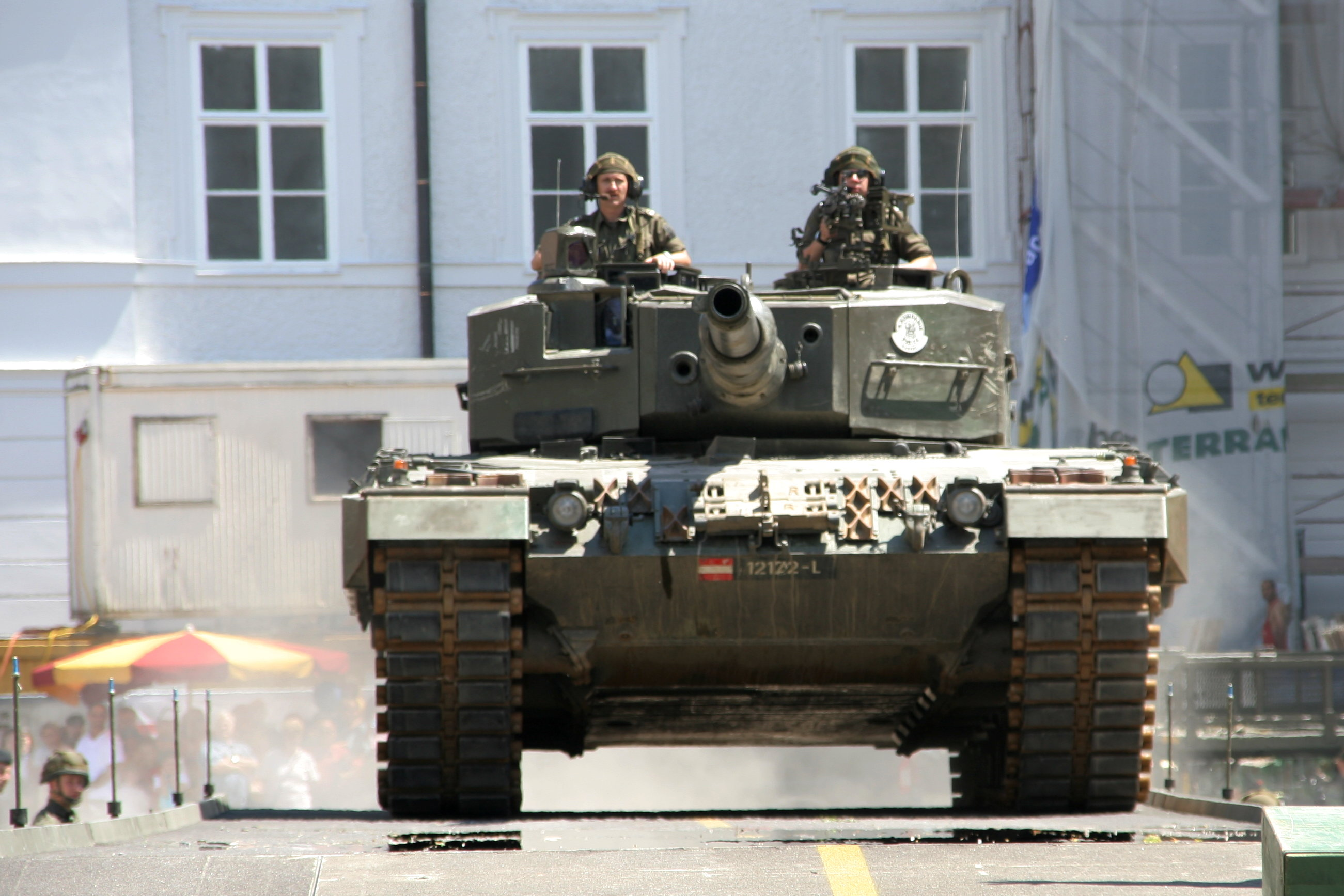
Leopard 2A4

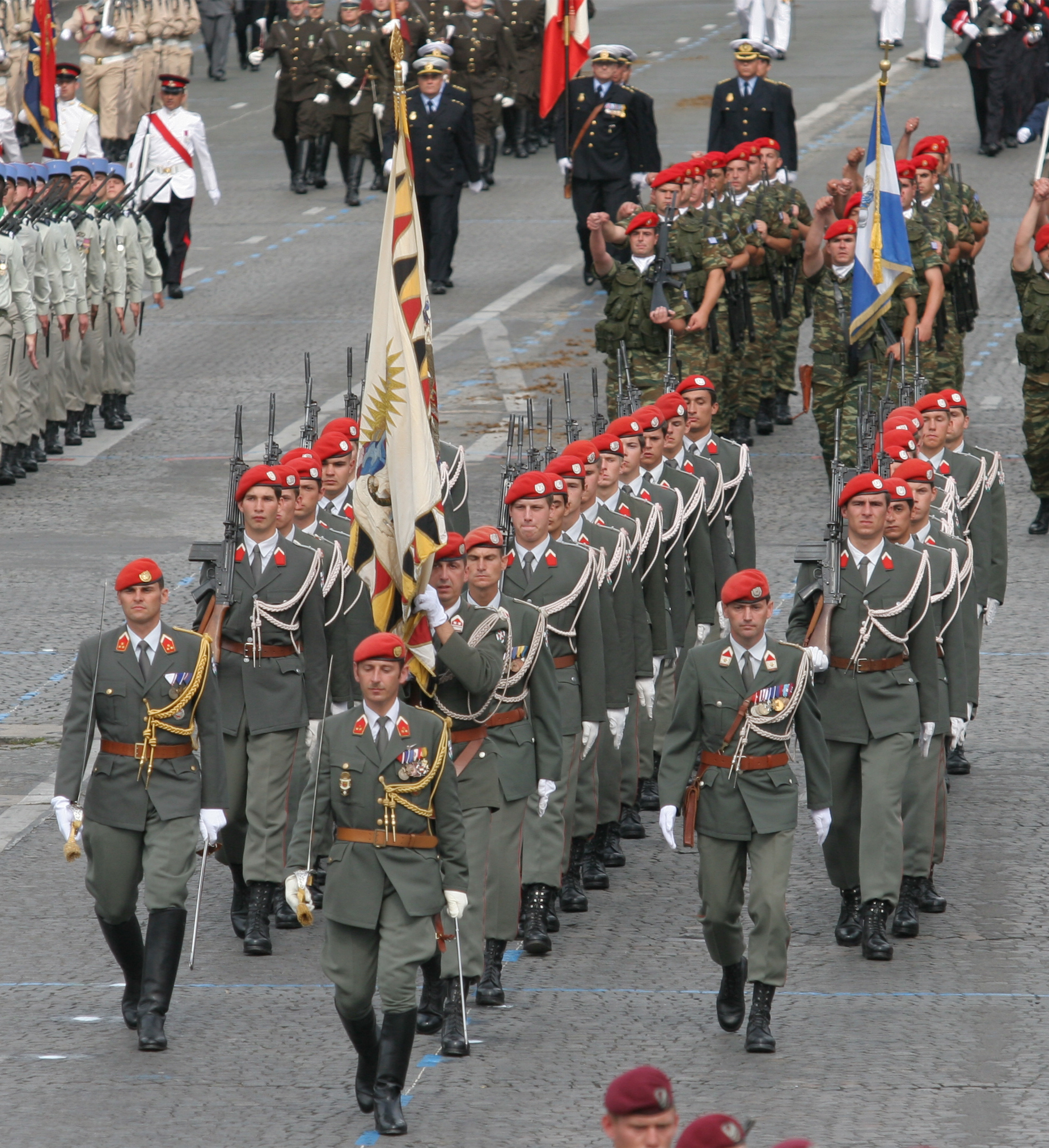
Bataillon de la garde autrichienne au défilé du 14 juillet 2007 à Paris

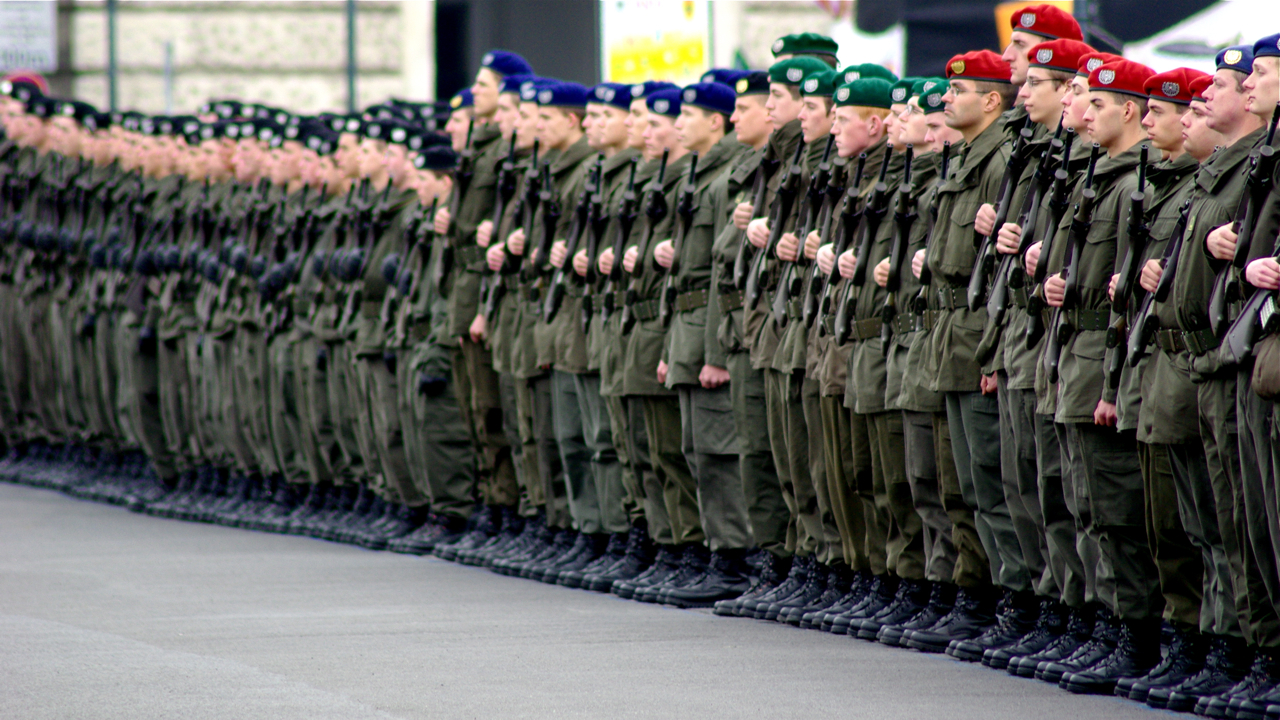
Passage en revue de nouvelles recrues le 26 octobre 2006

L’Armée fédérale autrichienne (en allemand, Österreichisches Bundesheer) est l'armée nationale de la République d’Autriche depuis 1955.

## Histoire
Après la proclamation de la République autrichienne en 1918, une armée semi-régulière appelée Volkswehr (défense du peuple) est constituée et ne mène qu’une campagne, contre les Slovènes en Carinthie. À partir de 1921, elle prend le nom d'armée fédérale qu'elle a conservé jusqu'à nos jours, excepté durant la période de 1938 à 1945 où, après l'Anschluss, le pays fait partie intégrante de l'Allemagne nazie.
Elle est une partie prenante de la guerre civile autrichienne en 1934 contre les socialistes.
En 1938, elle lance un plan de défense contre l'Allemagne, mais celui-ci ne sera jamais mis en place à la suite de différentes décisions politiques.
En 1955, après la signature du traité international restituant à l'Autriche sa pleine souveraineté, le pays proclame sa neutralité par une loi constitutionnelle. La principale fonction de l'armée autrichienne tient dans la protection de la neutralité du pays. Depuis la dernière réforme structurelle les principales forces armées sont : 
- les Forces terrestres (Kommando Landstreitkräfte; KdoLaSK)
- les Forces aériennes autrichiennes (Kommando Luftstreitkräfte; KdoLuSK)
- la force d'intervention internationale (Kommando Internationale Einsätze; KdoIE)
- les forces spéciales (Kommando Spezialeinsatzkräfte; KdoSEK)
- le Kommando Einsatzunterstützung (KdoEU)
- le Kommando Führungsunterstützung (KdoFüU)

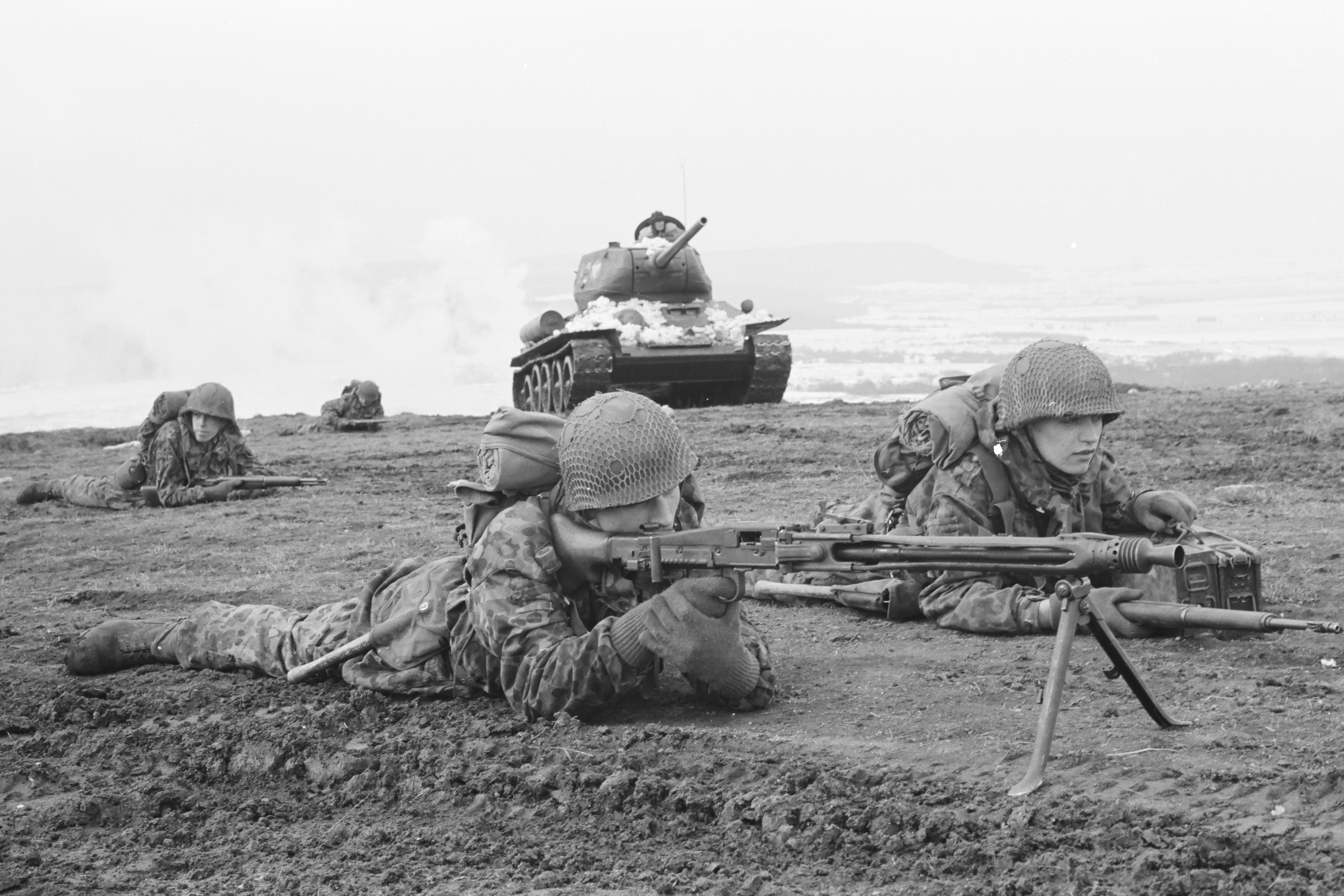
Fantassins autrichiens avec une MG-42, un char T-34 en arrière plan, lors d'exercice en 1958.

Elle obtient à ses tout débuts des armements soviétiques comme le char T-34 puis occidentaux dont des M47 Patton puis 170 chars américains M60 Patton A1 et A3. 
L'armée autrichienne a développé, durant la guerre froide, le concept de Raumverteidigung (défense de zone), qui prévoyait que les forces autrichiennes retarderaient, harcèleraient et décimeraient les forces du Pacte de Varsovie par une résistance déterminée, soutenue et coûteuse le long de leur axe d'avancée prévu.
Avec la fin de la guerre froide, l'armée autrichienne aide de plus en plus la police frontalière à limiter l'entrée des immigrés clandestins. Les guerres de Yougoslavie ont contraint à la levée des restrictions sur l'arsenal militaire autrichien, imposées par le traité de 1955.
Dans les années 1990, à la suite entre autres des guerres en Yougoslavie, l'armée modernise son arsenal. Des Leopard 2A4, des Ulan, des Pandur, des Dingo 2, 3 transporteurs C-130 Hercules d’occasion, 9 Sikorsky S-70 et 15 Eurofighter Typhoon ont été réceptionnés dans les années 1990/2000. Dans les années 2010, à la suite des fortes coupes dans le budget de la défense qui représente, en 2015, 0,55 % du PNB pour 1,75 milliard d'euros (le plus bas taux d'Europe), nombre de ces matériels sont en réserve ou à vendre dont la grande majorité des engins de combat chenillés, ou un quota d'utilisation réduit,,.
Elle participe à la Force pour le Kosovo dès sa fondation et a, en février 2018, le troisième plus important contingent avec 450 militaires sur place.
En octobre 2014, le ministre de la Défense, Gerald Klug, présente le « Strukturpaket 2018 », un nouveau plan de restructuration des armées visant à économiser 200 millions d’euros par an. En 2014, le ministère de la défense emploie 23 900 personnes dont 15 600 militaires et 8 300 civils. D'ici 2 018, 1 400 postes vont être supprimés.
En 2018, l'armée autrichienne devrait comprendre 23 590 militaires et civils (ces derniers représentent 1/3 des effectifs), 30 obusiers M109 (au lieu de 45 en 2014), 285 missiles anti-chars (au lieu de 350), 25 chars Léopard II (au lieu de 59), 23 véhicules blindés de dépannage (au lieu de 48) et 15 Eurofighter Typhoon. Les Typhoon, trop coûteux à l'entretien, et les 27 Saab 105OE encore en service en 2014 seront retirés en 2020 ainsi que les Alouette III ; faute de solution de remplacement, l’armée de l’air autrichienne annonce finalement à l’automne 2022 conserver ses Typhoon et vouloir les moderniser.
En 2025, à la suite de la guerre en Ukraine, et en raison des ambitions expansionnistes de le Russie, l'Autriche relance le projet d'acquérir de nouveaux avions de chasse.  Les quatre avions envisagés sont le Dassault Aviation Rafale F4 français, l’Eurofighter EF-2000 Typhoon Tranche 4 européen, et le Saab JAS 39E/F Gripen NG suédois.

## Traditions
Certaines traditions de l'ancienne armée austro-hongroise sont toujours maintenues, notamment par le régiment « Hoch und Deutschmeister », maintenant appelé « Jägerregiment Wien » et basé à la caserne Marie-Thèrèse.

## Structure

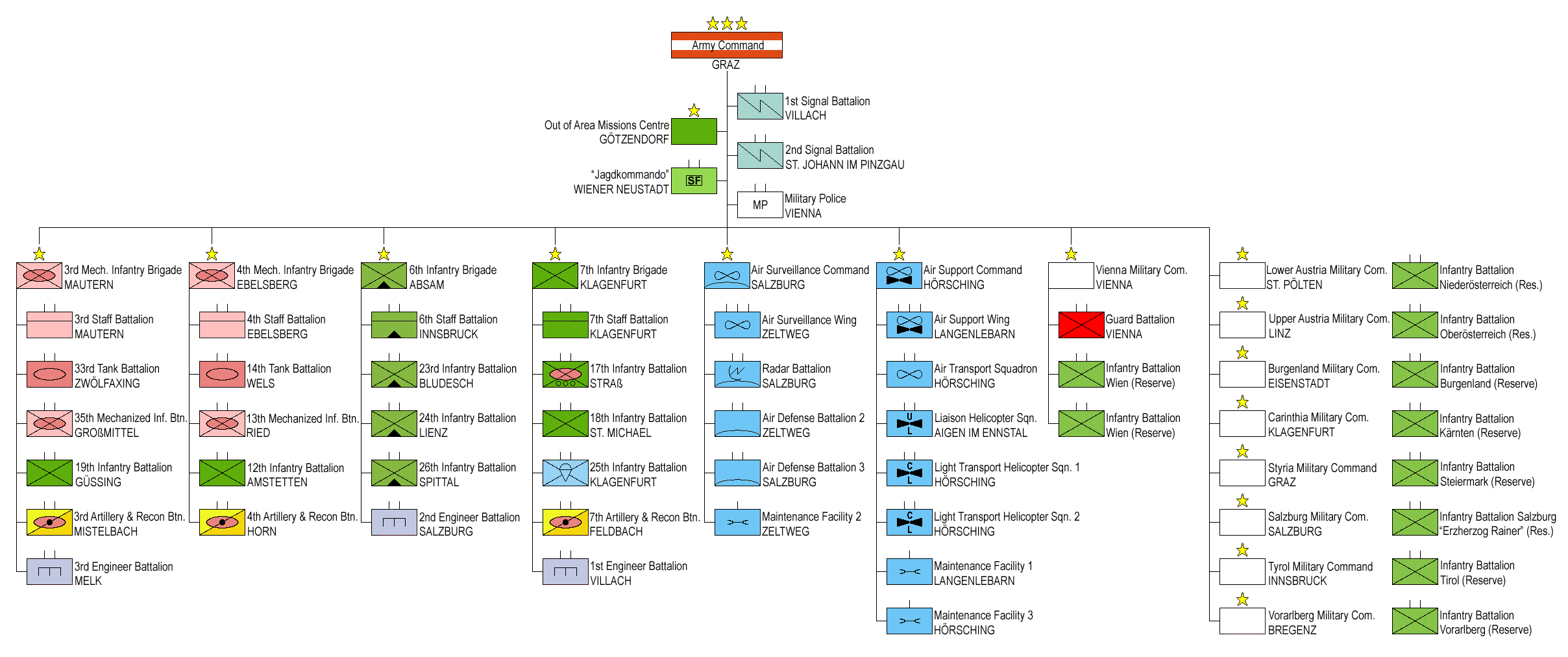
Structure des forces terrestres autrichienne en 2012.

## Quelques chiffres
| Âge minimal pour le service obligatoire | 18 ans                |
| Âge minimal pour le service volontaire  | 16 ans                |
| Durée du service militaire              | 6 mois                |
| Hommes réquisitionnables (18-49 ans)    | 1 914 800             |
| Femmes réquisitionnables (18-49 ans)    | 1 870 134             |
| Hommes préparés (18-49 ans)             | 1 550 441             |
| Femmes préparées (18-49 ans)            | 1 515 365             |
| Aptes au service par année ♂            | 48 967                |
| Aptes au service par année ♀            | 46 633                |
| Dépenses annuelles (en €)               | 2,25 milliards (2007) |
| Pourcentage du PIB dédié                | 0,9 % (2007)          |

## Équipement
- Armes légères :
  - Fusils d'infanterie : Steyr AUG ainsi que des FN FAL et M1 Garand pour la garde uniquement.
- Véhicules blindés :
  - Char d'assaut : 58 Léopard 2A4 en 2023, passe au standard A7 sur une période de 5 ans à partir de septembre 2023[12].

| Nom                                            | Origine             | Type                                    | Quantité                                                                                      | Photo      | Remarques |
| Camouflage                                     | Camouflage          | Camouflage                              | Camouflage                                                                                    | Camouflage | Camouflage |
| ---------------------------------------------- | ------------------- | --------------------------------------- | --------------------------------------------------------------------------------------------- | ---------- | --- |
| Steingrau (Pas de nom officiel)                | Autriche            | Camouflage                              |                                                                                               |            | La teinte est RAL 7013 |
| Pixeltarnung                                   | Autriche            | Camouflage                              |                                                                                               |            | En 2008, le ministère autrichien de la Défense a introduit deux motifs pixellisés, qui n'ont été testés jusqu'à présent qu'avec le Jagdkommando. Existe version désertique. |
| Pas de nom officiel                            | Autriche            | Camouflage                              |                                                                                               |            | Le ministère autrichien de la Défense a annoncé en septembre 2017 que l'ensemble de la Bundesheer serait finalement équipée de nouveaux uniformes présentant un motif de camouflage autrichien unique. Ce motif de camouflage combine six couleurs (gris, olive foncé, olive moyen, vert lichen, kaki et sable) dans un motif panaché destiné à reproduire le type de végétation indigène que l'on trouve en Autriche. Le motif comporte également des éléments destinés à gêner la vision nocturne.                         |
| Multicam                                       | États-Unis          | Camouflage                              |                                                                                               |            | |
| Équipement                                     |                     |                                         |                                                                                               |            | |
| Safran Vectronix Kahles 624i                   | France              | Lunette pour fusil de précision         |                                                                                               |            | [ 15 ] |
| Theon NYX                                      | Grèce               | Lunette de vision nocturne              |                                                                                               |            | [ 16 ] |
| Silynx Clarus FX2                              | États-Unis          | Système intra-auriculaire               |                                                                                               |            | Système permettant de communiquer. |
| Ops-Core Sentry XP                             | États-Unis          | Casque                                  |                                                                                               |            | [ 18 ] |
| Rheinmetall VarioRay                           | Allemagne           | Laser et lampe tactique                 | 580                                                                                           |            | Utilisé sur StG 77 |
| Rheinmetall Tactical Laser Light Module (TLLM) | Allemagne           | Laser et lampe tactique                 | 764                                                                                           |            | Utilisé sur StG 77 et MG74 |
| Fusil d'assaut                                 |                     |                                         |                                                                                               |            | |
| StG 77                                         | Autriche            | Fusil d'assaut                          |                                                                                               |            | La Bundesheer utilise différentes variantes du StG 77, le A1, le A1 MOD et le A2,. |
| StG 58                                         | Belgique Autriche   | Fusil d'assaut                          |                                                                                               |            | |
| Pistolet                                       |                     |                                         |                                                                                               |            | |
| Pistole 80                                     | Autriche            | Pistolet semi-automatique               | 4 000                                                                                         |            | Pistolet d'usage courant, passé à la norme Gen 3 entre 2002 et 2003. |
| Glock 26                                       | Autriche            | Pistolet semi-automatique               | 300                                                                                           |            | Achetés entre 2016 et 2017. |
| Mitrailleuse                                   |                     |                                         |                                                                                               |            | |
| Maschinengewehr 74                             | Autriche Italie     | Mitrailleuse                            |                                                                                               |            | [ 25 ] |
| FN MAG                                         | Belgique            | Mitrailleuse                            |                                                                                               |            | Mitrailleuse montée sur les Leopard 2A4Ö et les hélicoptères de la Bundesheer. |
| üsMG M2                                        | Belgique États-Unis | Mitrailleuse lourde                     |                                                                                               |            | , |
| Fusil de précision                             |                     |                                         |                                                                                               |            | |
| Steyr 08A2                                     | Autriche            | Fusil de précision                      |                                                                                               |            | , |
| Scharfschützengewehr 69                        | Autriche            | Fusil de précision                      |                                                                                               |            | , |
| Scharfschützengewehr Barrett M82A1             | États-Unis          | Fusil anti-matériel                     |                                                                                               |            | [ 33 ] |
| armes anti-chars                               |                     |                                         |                                                                                               |            | |
| Panzerabwehrlenkwaffe 2000 BILL                | Suède               | Missile anti-chars                      |                                                                                               |            | , |
| Panzerabwehrrohr 66/79                         | Suède               | canon sans recul anti-char              |                                                                                               |            | , |
| ATM 2000E                                      | Autriche            | Mine antichar                           |                                                                                               |            | Les ATM 2000 sont actuellement fabriquées par l’entreprise Dynamit Nobel AG. |
| Char d'assaut                                  |                     |                                         |                                                                                               |            | |
| Leopard 2A4Ö                                   | Allemagne           | Char d'assaut                           | 56                                                                                            |            | La Bundesheer a initialement acquis 114 Leopard 2A4 provenant de stocks néerlandais excédentaires, plus une tourelle, en 1996. En 2006, le nombre de chars a été réduit à deux bataillons de chars, et 40 des Leopard 2A4 ont été revendus à KMW en 2011 (le Canada a perdu l'appel d'offres pour les acheter). En 2017-19, un troisième bataillon de chars a été ajouté et le nombre de chars en service actif a été porté à 56. En 2021, il a été annoncé que l'Autriche moderniserait sa flotte de chars au standard 2A7. |
| Véhicule de combat d'infanterie                |                     |                                         |                                                                                               |            | |
| Schützenpanzer "Ulan"                          | Autriche Espagne    | Véhicule de combat d'infanterie         | 112                                                                                           |            | , |
| Véhicule blindé de transport de troupes        |                     |                                         |                                                                                               |            | |
| Mannschaftstransportpanzer "Pandur"            | Autriche            | Véhicule blindé de transport de troupes | 74                                                                                            |            | , |
| Mannschaftstransportpanzer "Pandur Evolution"  | Autriche            | Véhicule blindé de transport de troupes | 325                                                                                           |            | En 2022, la Bundesheer achète 100 Pandur Evolution pour une valeur d'environ 356 millions d'euros. En février 2024, elle achète 225 Pandur Evolution supplémentaires de 12 variantes différentes,. |
| GMF Husar                                      | Italie              |                                         |                                                                                               |            | L'IVECO LMV est connu sous le nom GMF Husar dans la Bundesheer. Le véhicules est utilisé sous différentes variantes, : - GMF Husar - GMF Husar mit Beobachtungs- und Aufklärungsausrüstung (BAA-EO GMF HUSAR) - GMF Husar MP - GMF Husar PSYOPS |
| ATF Dingo 2                                    | Allemagne           |                                         | - 46 Dingo 2A3 PatSI - 12 Dingo 2A4 MatE - 12 Dingo 2 AC Spürfahrzeug - 9 Dingo 2 AC Ambulanz |            | Le Dingo 2 est en service au sein de la Bundesheer depuis 2005. Il fut livré par KMW en quatre variantes,. - Dingo 2 PatSI - Dingo 2 MatE - Dingo 2 AC Spürfahrzeug - Dingo 2 AC Ambulanz |